# HMS St Albans (2000)
HMS St Albans (F83) – brytyjska fregata rakietowa typu 23, która weszła do służby w 2002 roku. Okręt otrzymał swoje imię dla uczczenia miasta St Albans i jest to szósta jednostka w historii Royal Navy nosząca tę nazwę.

## Projekt i budowa
Zamówienie na ostatnią, szesnastą jednostkę typu 23 zostało złożone w stoczni Yarrow Shipbuilders w Glasgow w lutym 1996 roku. Okręt miał zastąpić fregatę typu 22 HMS „Coventry”, która została sprzedana Rumunii w styczniu 2003 roku. Rozpoczęcie budowy okrętu miało miejsce 18 kwietnia 1999 roku. Wodowanie nastąpiło 6 maja 2000 roku, wejście do służby 6 czerwca 2002 roku.

## Służba
27 października 2002 roku, podczas sztormu, w czasie gdy był zacumowany w Portsmouth, został uderzony przez przepływający prom pasażerski w wyniku czego doznał uszkodzeń . Pierwsza misja okrętu miała miejsce w 2004 roku, gdy zabezpieczał operację międzynarodowej koalicji na Morzu Arabskim w związku z wojną z terroryzmem. W lutym 2006 roku rozpoczął półroczną misję w rejonie Zatoki Perskiej, gdzie ochraniał żeglugę i instalacje związane z wydobyciem ropy naftowej.
Wiosną 2014 roku na okręcie zakończono modernizację, podczas której m.in. zainstalowano nową armatę 114 mm i zmodernizowano system przeciwlotniczy z pociskami Sea Wolf. W styczniu 2017 roku nadzorował powrót rosyjskiego lotniskowca „Admirał Kuzniecow” z misji u wybrzeży Syrii do bazy w północnej Rosji . Z kolei między 23 a 26 grudnia 2017 r. eskortował rosyjską fregatę „Admirał Gorszkow” , która przepływała tuż przy granicy brytyjskich wód terytorialnych.